# Czuprenska reka
Czupresnka reka (bułg. Чупренска река) – rzeka w Bułgarii. Wypływająca z gór Starej Płaniny, uchodząca do Stakewskiej reki. Najmniejsza ilość wody w rzece jest w lipcu i sierpniu. W rzece jest niski poziom wody, latem prawie wysycha. W niektórych obszarach, zwłaszcza przy wsiach, znajdują się liczne sztuczne odgałęzienia rzeki wykorzystywane do nawadniania pól. Na rzece znajdują się liczne młyny. Nazwa rzeki pochodzi od największej miejscowości, przez którą przepływa – Czuprene.